# The Stars Are Indifferent to Astronomy
The Stars Are Indifferent to Astronomy è il sesto album in studio del gruppo rock statunitense Nada Surf, pubblicato nel 2012.

## Tracce
1. Clear Eye Clouded Mind – 3:40
2. Waiting for Something – 3:35
3. When I Was Young – 5:19
4. Jules and Jim – 4:24
5. The Moon Is Calling – 3:08
6. Teenage Dreams – 3:47
7. Looking Through – 3:59
8. Let The Fight Do the Fighting – 3:17
9. No Snow on the Mountain – 4:04
10. The Future – 3:02

CD Edizione deluxe
1. The Future (Acoustic) – 2:57
2. Looking Through (Acoustic) – 3:43
3. When I Was Young (Acoustic) – 4:44
4. Waiting For Something (Acoustic) – 3:37
5. Clear Eye Clouded Mind (Acoustic) – 3:48